# Treekillaz
Treekillaz ist eine 1999 gegründete Grunge-Band aus der Schweiz.
Die Band bezeichnet ihren Musikstil selbst als Intense Rock, der einige Grunge-Elemente beinhaltet. Die musikalische Einordnung in den Grunge lässt sich jedoch nicht leugnen. Nach zahlreichen Touren durch Europa erschien 2005 bereits ihr fünftes Album. Mit ihrer vierten CD Indiva wechselten sie zum Twilight-Vertrieb, für den sie auch 2003 an der Twilight-Meet-and-Greet-Party teilnahmen. Anfang 2006 stiess Chab als neuer Bassist zur Band und Reto an den Drums wurde durch Andi ersetzt. Im Frühjahr 2006 war die Band wieder mit Clawfinger auf Europa-Tournee in Deutschland, Schweiz, Belgien, Holland, Dänemark, Schweden, Norwegen und Luxembourg. Anfang 2007 ersetzte Tom den Schlagzeuger Andi.
Am 11. April 2008 veröffentlichte die Band das Album In Bed with Friends. Die Band arbeitete dabei mit Künstlern wie Zakk Tell von Clawfinger oder JC von Flight 195 zusammen.

## Diskografie
- 1999: Arboles Muertos (Album)
- 2000: Livestuff (Album)
- 2001: Oxygently (Album)
- 2003: Indiva (Album)
- 2005: Leaving Last (Album)
- 2008: In Bed with Friends (Album)
- 2009: Season of the Lonesome (Album)